# 小行星5905
小行星5905（英語：5905 Johnson）是一颗围绕太阳公转的小行星。1989年2月11日，埃莉諾·赫琳在帕洛马山发现了此天体。
这颗小行星的绝对星等为208.6626542768029等。